# Atentado de 6 de abril de 1994
O atentado de 6 de abril de 1994 foi um atentado perpetrado na noite de 6 de abril de 1994 contra o avião que transportava o presidente de Ruanda Juvénal Habyarimana e o presidente do Burundi Cyprien Ntaryamira. Este ataque resultou na morte dos dois presidentes, bem como de todas as demais pessoas que se encontravam no avião.
O avião que levava o presidente ruandês Juvénal Habyarimana e o presidente burundiano Cyprien Ntaryamira foi derrubado enquanto se preparava para pousar em Kigali, no Ruanda. Os assassinatos produziram alguns dos eventos mais sangrentos do final do século XX, o genocídio ruandês e a Primeira Guerra do Congo. A responsabilidade pelo ataque é contestada, com a maioria das teorias que propondo como suspeitos os rebeldes da Frente Patriótica Ruandesa (FPR) ou os extremistas do Hutu Power que se opunham à negociação com a Frente Patriótica Ruandesa. Independentemente da causa dos assassinatos, indubitavelmente resultariam na mobilização nacional imediata de milícias antitutsis, os Interahamwe, que procederam a estabelecer bloqueios de estradas em todo o Ruanda e a massacrar todos os tutsis ou hutus moderados até serem expulsos pelas tropas rebeldes da Frente Patriótica Ruandesa.
A responsabilidade pelo ataque é ainda hoje inconclusiva, com teorias propondo como suspeitos quer a Frente Patriótica de Ruanda quer a Hutu Power.